# Вулиця Судова (Львів)
Вулиця Судо́ва — невеличка вулиця у Галицькому районі міста Львова, що починається між будинками № 63 і № 65 на вулиці Городоцькій та закінчується глухим кутом.

## Назва
- 1913 —1941 роки — вулиця Сондова. Названа так через те, що у міжвоєнний період в одній з будівель містилися судові установи міста Львова;
- 1941 — липень 1944 років — Ґеріхтштрассе;
- Липень 1944 — 1945 року — знов вулиця Сондова;
- Від 1945 року й понині — вулиця Судова[3].

## Забудова
В архітектурному ансамблі вулиці Судової присутні класицизм, історизм та конструктивізм.
№ 5 — за цією адресою у 1930-х роках розташовувалася станція технічного обслуговування автомобілів «Шкода» та автомобільні гаражі спілки «Авто-Централь». Нині цієї адреси не існує.
№ 7 — від 1920-х років тут містився лише Повітовий суд, У 1930-х роках тут містилися відділ Повітового суду з розгляду процесуальних та торговельних справ, Міський суд, суд по трудових спорах, Торговий зал суду. Також у цьому будинку містилася міська приймальна станція для розумово-хворих з жіночим та чоловічим відділами. Від радянських часів й дотепер тут розташоване Львівське медичне училище (нині — медичний коледж ЛНМУ імені Данила Галицького), Центр здоров'я жінки клінічної лікарні та дитяча поліклініка клінічної лікарні Львівської залізниці.
2019 року на вулиці Судовій ТзОВ «Голуба лагуна» збудований дохідний дім «Interest». Через самочинне будівництво, без дозволів від Дерхархбудконтролю на будівництво багатоквартирного будинку та незаконне привласнення земельної ділянки площею 0,0380 га, ЛМР звернулася до Господарського суду Львівської області. Суд своїм рішенням зобов'язав забудовника знести незаконну будову.